# Hôtel de Pontalba
L'hôtel de Pontalba est un hôtel particulier situé 41, rue du Faubourg-Saint-Honoré dans le 8e arrondissement de Paris.
Construit entre 1842 et 1855 par les architectes français Louis Visconti et Antoine Vivenel sur commande de la baronne et femme d'affaires américaine-créole Michaela Almonester de Pontalba, il est acheté par le gouvernement américain en 1948. Depuis 1971, c'est la résidence officielle de l'ambassadeur des États-Unis en France.

## Histoire
En 1710, Henri François d'Aguesseau, chancelier de France acquiert un terrain qui inclut celui de l'actuel hôtel de Pontalba. Il y construit une maison dix ans plus tard, qui passe ensuite entre les mains de divers propriétaires.
La baronne Michaela Almonester de Pontalba, séparée de son mari, acquiert la propriété en 1836. Elle fait détruire le bâtiment existant en 1842 et charge l'architecte Louis Visconti et l'entrepreneur Vivenel de la construction d'un nouvel hôtel. De l'ancien hôtel du Maine, construit en 1720 par Robert de Cotte dans le faubourg Saint-Germain et détruit en 1838, elle importe des éléments. La construction est achevée en 1855 et la baronne de Pontalba l'occupe jusqu'à sa mort en 1874.
Ses héritiers vendent la propriété en 1876 au Baron Edmond de Rothschild, qui confie à Félix Langlais la rénovation, l'agrandissement et l'embellissement de la résidence.
L'architecte prend le parti de ne conserver du bâtiment existant que son portail et son plan d'ensemble . Il réemploie aussi le fronton et des décors du XVIIIe siècle provenant de l'ancien hôtel du Maine, ainsi que des éléments d'anciens hôtels parisiens, des boiseries de l'hôtel Samuel-Jacques Bernard, 46, rue du Bac, et de l'hôtel Peyrenc-de-Moras .
Pendant la Seconde Guerre mondiale, la propriété est réquisitionnée par l'occupant allemand qui en fait un club d'officiers de la Luftwaffe.
En 1948 les décors provenant de l'hôtel de Samuel-Jacques Bernard sont remontés au musée d'Israel, à Jerusalem.
Après la guerre, la demeure est louée à la Royal Air Force, puis aux États-Unis.
Le gouvernement américain achète l'hôtel en 1948, initialement pour l'United States Information Agency. Après le déplacement de ce service dans l'hôtel Talleyrand rénové en 1971, il devient la résidence officielle de l'ambassadeur.